# Fru Fru

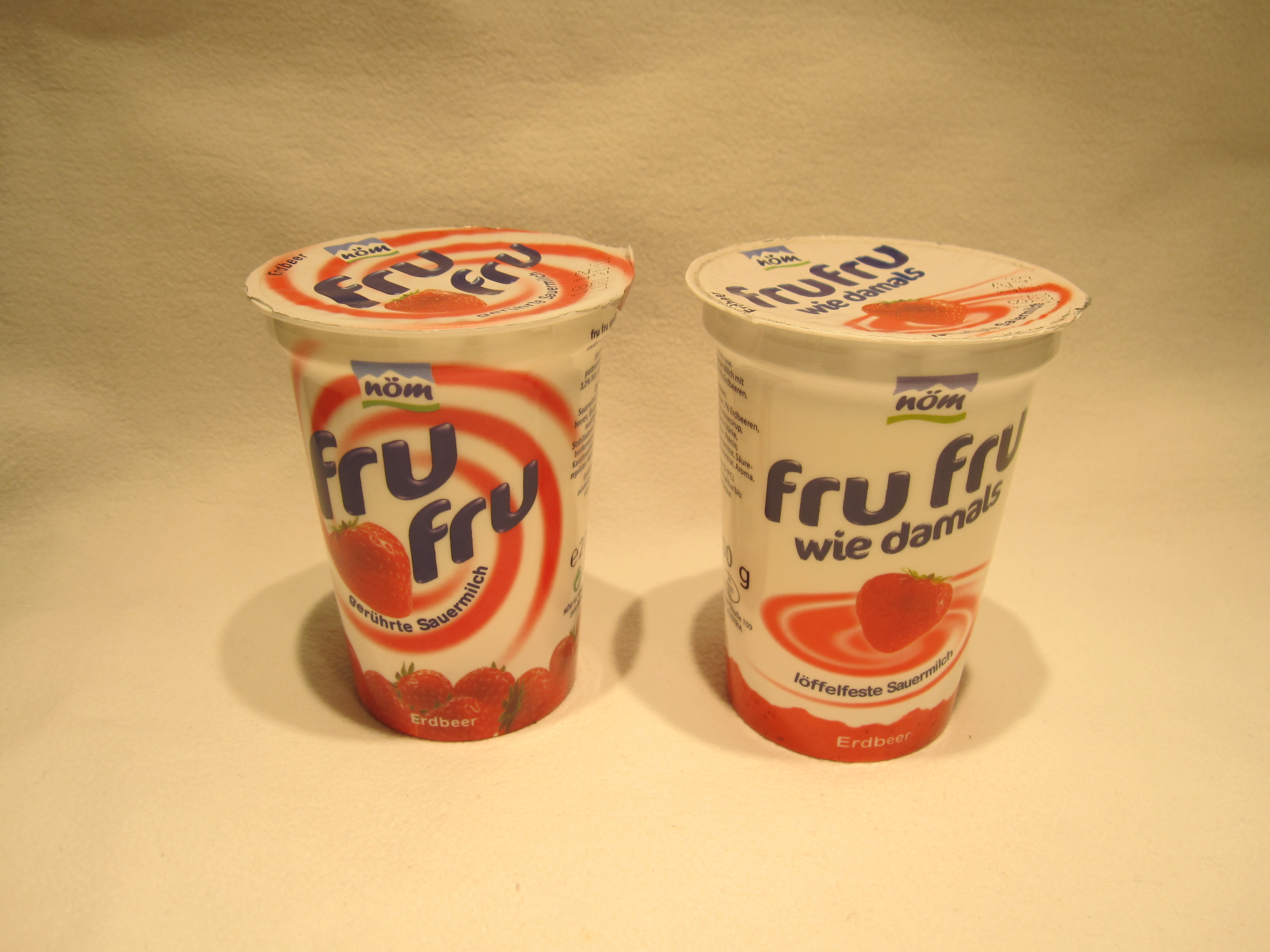
Fru Fru von NÖM

Fru Fru (auch fru fru oder Frufru geschrieben) ist ein Milchprodukt, das es in Österreich seit Mitte der 1920er Jahre gibt. Fru Fru wird von mehreren Milchkonzernen wie z. B. von NÖM oder früher auch von der Tirolmilch hergestellt und vertrieben. Vor dem Zweiten Weltkrieg wurde Fru Fru von der Firma Miag (Milchindustrie- und Agrar-Gesellschaft m. b. H.) produziert und vertrieben, der berühmte Fußballer Matthias Sindelar machte damals auch Werbung für das Miag-Fru-Fru.

## Definition
Bei Fru Fru handelt es sich um eine leicht prickelnd schmeckende Sauermilch mit einem Fruchtzusatz am Becherboden, die in verschiedenen Geschmacksrichtungen angeboten wird.
Zurzeit sind das: Erdbeer, Heidelbeer, Waldbeer, Kirsch, Himbeer, Pfirsich/Marille, Mango, Kaffee, Vanille-Erdbeer, Vanille-Weichsel und Vanille. Mittlerweile ist auch Fru Fru Topfen in Erdbeer und Pfirsich/Maracuja erhältlich.
Darüber hinaus gibt es Fru Fru inzwischen auch als Erfrischungsgetränk fru fru Drink.
Fru Fru wird wie Joghurt mit dem Löffel gegessen und kann heutzutage vor dem Verzehr gerührt oder geschüttelt werden, da es dickflüssig ist.
Noch vor einigen Jahren gab es das Fru Fru in einer stichfesten Version, bei der man sich durch die Sauermilch bis zum Fruchtboden löffeln konnte. Durch eine Änderung der Rezeptur, bei der der Fettgehalt verringert und der Zuckergehalt erhöht wurde, änderte sich jedoch die Konsistenz und der typische Sauermilchgeschmack ging weitgehend verloren. Zeitgleich schrumpfte die Verpackungsgröße, so dass jetzt – bei gleichem Preis – statt 250 g nur mehr 200 g enthalten sind. 
Seit März 2009 wird zum 50-Jahr-Jubiläum eine eigene Produktlinie fru fru wie damals angeboten. Die Neuauflage mit löffelfester prickelnder Sauermilch im transparenten Becher ist in den Sorten Erdbeer, Marille und Waldbeer erhältlich.
Früher wurde Fru Fru von NÖM in hohen Gläsern aus braunem Glas verkauft. Die Marmelade war im Gegensatz zu später obenauf. Mit einem normalen Kaffeelöffel war es nur schwer möglich, bis zum Boden vorzudringen. Darum gab es eigens dafür langstielige FruFru-Löffel.

## Ähnliche Marken
Da die Marke in Österreich seit Jahrzehnten einen hohen Bekanntheitsgrad hat, kommen auch immer wieder Produkte mit ähnlichen Namen von anderen Anbietern auf den Markt. So führt Spar mit der Eigenmarke Fru eine stichfeste Variante. Auch die zu Aldi gehörende Österreich-Tochter Hofer führt für ähnliche Produkte die Marke Fri Fru.